# Veľké Teriakovce
Veľké Teriakovce (bis 1927 slowakisch „Veľké Terjakovce“; ungarisch Bakostörék) ist eine Gemeinde in der Süd-Mitte der Slowakei mit 833 Einwohnern (Stand 31. Dezember 2024), die im Okres Rimavská Sobota, einem Kreis des Banskobystrický kraj liegt und zur Landschaft Gemer gezählt wird.

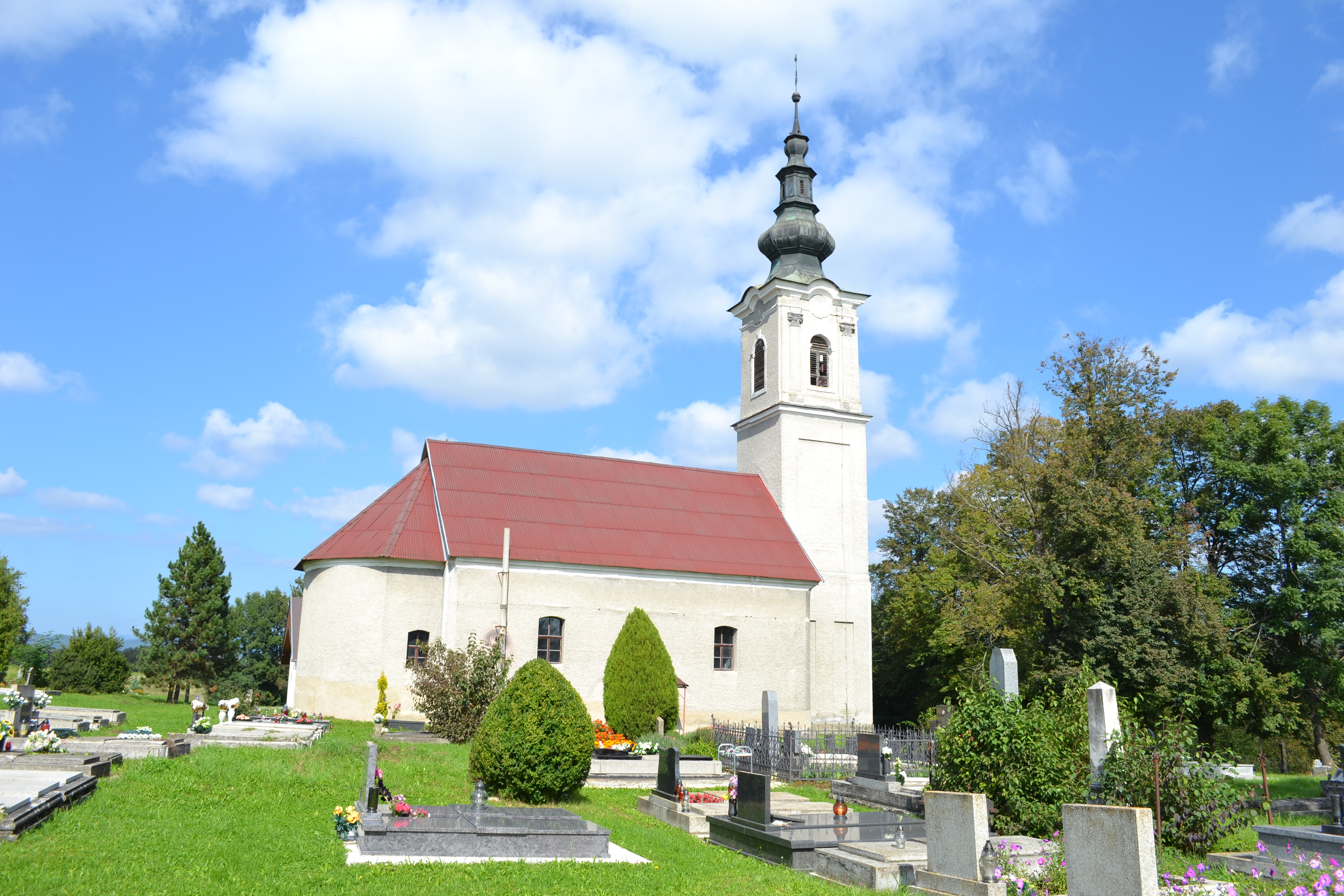
Evangelische Kirche

## Geographie
Die Gemeinde befindet sich im Westteil des Talkessels Rimavská kotlina (Teil der Juhoslovenská kotlina) am Mittellauf der Rimava. Das Gemeindegebiet ist hügelig und nur zu einem kleinen Teil bewaldet. Das Ortszentrum liegt auf einer Höhe von 247 m n.m. und ist sieben Kilometer von Rimavská Sobota entfernt.
Verwaltungstechnisch gliedert sich die Gemeinde in Gemeindeteile Krásna, Malé Teriakovce, Veľké Teriakovce und Vrbovce nad Rimavou.
Nachbargemeinden sind Hrachovo im Norden, Nižný Skálnik im Nordosten, Rimavská Sobota (Ortsteil Vyšná Pokoradz) im Osten, Čerenčany im Südosten, Rimavská Sobota im Süden, Kružno im Südwesten und Sušany im Westen.

## Geschichte
Der Ort wurde zum ersten Mal 1334 als Turek schriftlich erwähnt; andere alte Namen sind Inferior Thewrek (1515), Terjakowce (1773) und Bakaj Terjakowce (1786). Das Dorf gehörte zum Erzbischof von Kalocsa, dann den Geschlechtern Széchy, Mikófalvy und anderen. 1828 zählte man 46 Häuser und 493 Einwohner, die in Landwirtschaft, Obstbau und Töpferei beschäftigt waren.
Bis 1918/1919 gehörte der im Komitat Gemer und Kleinhont liegende Ort zum Königreich Ungarn und kam danach zur Tschechoslowakei beziehungsweise heute Slowakei.
1963 wurden die vorher selbstständigen Orte Malé Teriakovce, Nižný Skálnik und Vrbovce nad Rimavou eingegliedert; der zweitgenannte Ort gliedert sich 1990 wieder aus.

## Bevölkerung
| Jahr                | 1994 | 2004    | 2014    | 2024    |
| ------------------- | ---- | ------- | ------- | ------- |
| Anzahl der Personen | 836  | 914     | 884     | 833     |
| Unterschied         |      | +9,33 % | −3,28 % | −5,76 % |

| Jahr                | 2023 | 2024    |
| ------------------- | ---- | ------- |
| Anzahl der Personen | 845  | 833     |
| Unterschied         |      | −1,42 % |

Nach der Volkszählung 2011 wohnten in Veľké Teriakovce 887 Einwohner, davon 740 Slowaken, 32 Roma, 29 Magyaren, drei Tschechen und zwei Mährer. 81 Einwohner machten keine Angaben. 418 Einwohner bekannten sich zur römisch-katholischen Kirche, 163 Einwohner zur evangelischen Kirche A. B., 17 Einwohner zur evangelisch-methodistischen Kirche, sechs Einwohner zu den Zeugen Jehovas, vier Einwohner zur reformierten Kirche, drei Einwohner zur griechisch-katholischen Kirche und jeweils ein Einwohner zur altkatholischen Kirche und zur apostolischen Kirche; ein Einwohner war anderer Konfession. 162 Einwohner waren konfessionslos und bei 111 Einwohnern ist die Konfession nicht ermittelt.

## Bauwerke
- evangelische Kirche im barock-klassizistischen Stil aus dem Jahr 1790, erbaut nach dem Toleranzpatent
- Gebäude der Mühle im klassizistischen Stil aus dem Jahr 1800
- evangelische Kirche im gotischen Stil aus dem 15. Jahrhundert (Gemeindeteil Malé Teriakovce)